# Долгов, Анатолий Кузьмич
Анатолий Кузьмич Долгов (4 (17) ноября 1917 года, Москва, Российская империя — 8 марта 1975 года, Москва, СССР) — советский военный летчик, Заслуженный военный лётчик СССР (1965), полковник (1951).

## Биография
Родился 17 апреля 1917 года в Москве. В 1932 году окончил 7 классов школы и школу ФЗУ. С 1932 года работал модельщиком на Московском электромеханическом заводе имени Владимира Ильича.
В РККА с декабря 1937 года, курсант Борисоглебской военной авиационной школы лётчиков, в ноябре 1939 года окончил названную школу. Служил в ВВС лётчиком и командиром звена 14-го истребительного авиаполка на Дальнем Востоке, летал на И-16.
С марта 1942 года служил на Дальневосточном фронте: командиром авиаэскадрильи 799-го смешанного авиационного полка, с июня 1943 года — лётчиком-инспектором по технике пилотирования Управления 29-й истребительной авиационной дивизии, с ноября 1943 года — лётчиком-инспектором по подготовке истребительной авиации Управления 10-й воздушной армии. Летал на ЛаГГ-3 и Як-7. Член ВКП(б) с 1943 года.
Участник Великой Отечественной войны: в феврале-марте 1944 года проходил боевую стажировку на должности командира авиаэскадрильи 113-го гвардейского истребительного авиационного полка 10-й гвардейской истребительной авиационной дивизии (1-й Украинский фронт). Участвовал в освобождении Западной Украины. Совершил 2 боевых вылета на истребителе Ла-5. Участник советско-японской войны 1945 года в должности командира отдельного отряда Управления 10-й воздушной армии (2-й Дальневосточный фронт). Участвовал в Маньчжурской операции.
После войны продолжал службу в ВВС в Дальневосточном военном округе: лётчиком-инспектором по подготовке истребительной авиации, с марта 1946 года старшим лётчиком-инспектором по технике пилотирования и теории полёта Управления 10-й воздушной армии, с декабря 1946 года заместителем командира 529-го истребительного авиаполка и с мая 1947 года заместителем командира 256-го отдельного смешанного авиаполка. Летал на Як-9 и С-47.
С конца 1947 года служил во 2-й авиационной дивизии особого назначения, осуществлявшей перевозку высших должностных лиц страны и армии: старшим командиром корабля, с 1949 года заместителем командира авиаэскадрильи 2-го транспортного авиаполка, затем заместителем командира авиаэскадрильи 708-го транспортного авиаполка, с 1950 года командиром авиаэскадрильи, затем заместителем командира 20-го авиаполка шеф-пилотов, с 1953 года — лётчик-инспектор по технике пилотирования и теории полёта дивизии, с ноября 1956 года — командир 708-го транспортного авиаполка, с ноября 1958 года — командир 20-го авиаполка шеф-пилотов, с июля 1959 года — 1-й заместитель командира дивизии (в апреле 1960 года переформирована в 10-ю отдельную авиационную бригаду особого назначения), С декабря 1961 года — заместитель командира 10-й отдельной авиабригады особого назначения. В августе 1965 года полковнику Долгову, одному из первых в стране, было присвоено почётное звание «Заслуженный военный лётчик СССР». Летал на Ли-2, Ил-12, Ил-14, Ил-18, Ту-104, Ту-124, Ан-24 и других типах самолётов.
С апреля 1967 года по сентябрь 1969 года находился в загранкомандировке в Алжире в качестве командира экипажа самолёта Ил-18. С февраля 1970 года полковник А. К. Долгов — в запасе.
Работал старшим пилотом-инспектором, начальником и заместителем начальника отдела в Министерстве гражданской авиации СССР.
Жил в Москве. Умер 8 марта 1975 года. Похоронен на Даниловском кладбище в Москве.

## Награды
- орден Отечественной войны 1-й степени (25.08.1945)
- четыре ордена Красной Звезды (25.07.1949, 19.11.1951[3], 22.02.1955; 31.12.1956)
- медали, в том числе:
  - «За боевые заслуги» (30.04.1947)[3]
  - «За победу над Германией в Великой Отечественной войне 1941—1945 гг.»
  - «За победу над Японией»
  - «За безупречную службу» 1-й степени

Почётные звания
- Заслуженный военный лётчик СССР (19.08.1965)[4]